# Dinosapien
Dinosapien est une série télévisée britannico-canadienne en quinze épisodes de 25 minutes, diffusée entre le 24 mars et le 30 juin 2007 sur CBBC.
Au Québec, la série est diffusée à partir du 13 septembre 2008 sur Télé-Québec, et en France depuis le 25 octobre 2008 sur Planète Juniors.

## Synopsis
Lauren est une jeune animatrice d'un camp de vacances sur le thème des dinosaures dirigé par sa mère, le docteur Hillary Slayton. C'est une jeune fille solitaire hantée par la disparition mystérieuse de son père lors d'une expédition. Mais un jour, elle découvre que certaines espèces de dinosaures ont survécu et évolué…

## Distribution
- Brittney Wilson (tr) (VQ : Kim Jalabert) : Lauren Slayton
- Brendan Meyer (en) (VQ : Samuel Hébert) : Nelson Ort
- James Coombes (en) (VQ : Daniel Picard) : Dr Clive Aikens
- Alexandra Gingras (VQ : Léa Coupal-Soutière) : Danielle Ort
- Bronson Pelletier (en) (VQ : Hugolin Chevrette) : Kit Whitefeather
- Suzanna Hamilton (VQ : Isabelle Miquelon) : Dr Hillary Slayton
- MacKenzie Porter (VQ : Catherine Trudeau) : Courtney
- Jeffrey Watson (en) (VQ : David Laurin) : Chris Langhorn
- Dean Manywounds : Ten Bears
- Stephen Strachan : Marv
- Joe Norman Shaw : Dr Slayton

 Source et légende : version québécoise (VQ) sur Doublage.qc.ca

## Épisodes
1. Le Domaine des dinosaures (Dawn of the Dinosaur)
2. Et vogue au fil de l'eau (Without a Paddle)
3. Le Monstre de la forêt (The Monster in the Woods)
4. Les Créatures (Critters)
5. Le Piège (Trapped)
6. Une petite visite au camp (Camp Visitors)
7. On est si bien chez soi (No Place Like Home)
8. Problèmes électriques (Electricity)
9. La Chasse aux dinosaures (Dinohunt)
10. Le Monde souterrain (The Underworld)
11. Sauvetage (Rescue)
12. La Mise en scène (The Masquerade)
13. Le Gardien des portes (The Gate Keeper)
14. Sauvons Eno (Saving Eno)
15. L'Oiseau tonnerre (The Thunderbird)